# M26 (astronomia)
M 26 (noto anche come NGC 6694) è un ammasso aperto nella costellazione dello Scudo.

## Osservazione

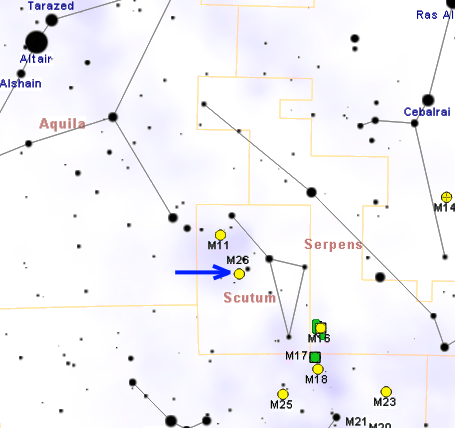
Mappa per individuare M26.

M26 si individua con un po' di difficoltà circa 1° a ESE dalla stella δ Scuti, nel centro della costellazione, e giace in un campo di stelle estremamente ricco, a causa della presenza di grandi nubi stellari della Via Lattea: ciò è un ulteriore ostacolo alla sua individuazione; è visibile con molte difficoltà con un binocolo come un 10x50, dove appare come una semplice macchietta dall'aspetto nebuloso. Un telescopio da 120-150mm non aiuta molto e l'ammasso resta difficile da sciogliere; occorrono strumenti da almeno 200-250mm per individuare qualche decina di stelle, mentre in un 300mm si arriva massimo a 50 componenti.
M26 può essere osservato con discreta facilità da tutte le aree popolate della Terra, grazie al fatto che è situata a una declinazione non eccessivamente australe: soltanto in alcune aree del Nord Europa e del Canada, oltre il circolo polare artico, la sua visibilità può risultare difficoltosa, mentre nell'Europa centrale appare già discretamente alto; dall'emisfero sud l'ammasso è ben visibile alto nelle notti dell'inverno australe e nella sua fascia tropicale può vedersi perfettamente allo zenit. Il periodo migliore per la sua osservazione nel cielo serale è quello compreso fra giugno e ottobre.

## Storia delle osservazioni
Fu scoperto da Charles Messier nel 1764 che lo descrive così: "Ammasso di stelle vicino alle stelle n ed o di Antinoo, tra le quali ve n'è una più luminosa...Questo ammasso non contiene alcuna nebulosità." Alcuni studiosi tuttavia fanno risalire la scoperta di questo ammasso anteriormente al 1750 per opera di Guillaume Le Gentil. John Herschel lo descrisse come un ammasso ricco di stelle fino alla quindicesima grandezza.

## Caratteristiche
M26 si diffonde per 22 anni luce e si trova alla distanza di circa 5000 anni luce dal Sole; la sua stella più brillante ha una magnitudine apparente di 11,9. L'ammasso dovrebbe contenere all'incirca un centinaio di stelle e la sua età è stimata in 89 milioni di anni.
Una caratteristica interessante di M26 è la presenza di una regione a bassa densità stellare vicino al nucleo, probabilmente causata da una nube oscura di polvere interstellare interposta tra noi e l'ammasso.

### Libri
- (EN) Stephen James O'Meara, Deep Sky Companions: The Messier Objects, Cambridge University Press, 1998, ISBN 0-521-55332-6.

### Carte celesti
- Toshimi Taki, Taki's 8.5 Magnitude Star Atlas, su geocities.jp, 2005. URL consultato il 7 novembre 2010 (archiviato dall'url originale il 5 novembre 2018). - Atlante celeste liberamente scaricabile in formato PDF.
- Tirion, Rappaport, Lovi, Uranometria 2000.0 - Volume II - The Southern Hemisphere to +6°, Richmond, Virginia, USA, Willmann-Bell, inc., 1987, ISBN 0-943396-15-8.
- Tirion, Sinnott, Sky Atlas 2000.0 - Second Edition, Cambridge, USA, Cambridge University Press, 1998, ISBN 0-933346-90-5.
- Tirion, The Cambridge Star Atlas 2000.0, 3ª ed., Cambridge, USA, Cambridge University Press, 2001, ISBN 0-521-80084-6.